# ГЕС Зільц
ГЕС Зільц (нім. Kraftwerk Silz) — одна із гідроелектростанцій у австрійській провінції Тіроль. Становить нижню ступінь комплексу, до якого також відноситься ГЕС-ГАЕС Кюгтай.
Станція, введена в експлуатацію у 1980 році, використовує ресурси струмків гірського масиву правобережжя річки Інн. Безпосередній забір води відбувається із водосховища Ленгенталь (нім. Längental), створеного на потоці Недербах (нім. Nederbach або нім. Stuibenbach), що є правою притокою річки Ецталер-Ахе (нім. Ötztaler Ache), яка в свою чергу впадає в Інн. Сховище з об'ємом 3 млн м3 утворене земляною греблею висотою 45 метрів та довжиною 407 метрів. Після спорудження гідрокомплексу сток притоки Недербаху струмка Фінстертальбах (нім. Finstertalbach) надходить до Ленгенталь не напряму, а через згадану вище ГЕС Кюгтай.
Машинний зал ГЕС знаходиться в долині Інну біля селища Зільц та сполучений із водосховищем дериваційним тунелем. Завдяки цьому створюється дуже великий напір — від 1238 до 1257 метрів. Основне обладнання станції становлять дві турбіни типу Пелтон, які при одночасній роботі видають потужність у 500 МВт (при роботі однієї турбіни — 266 МВт). При цьому середньорічне виробництво електроенергії становить 531 млн кВт-год.